# James Northcote

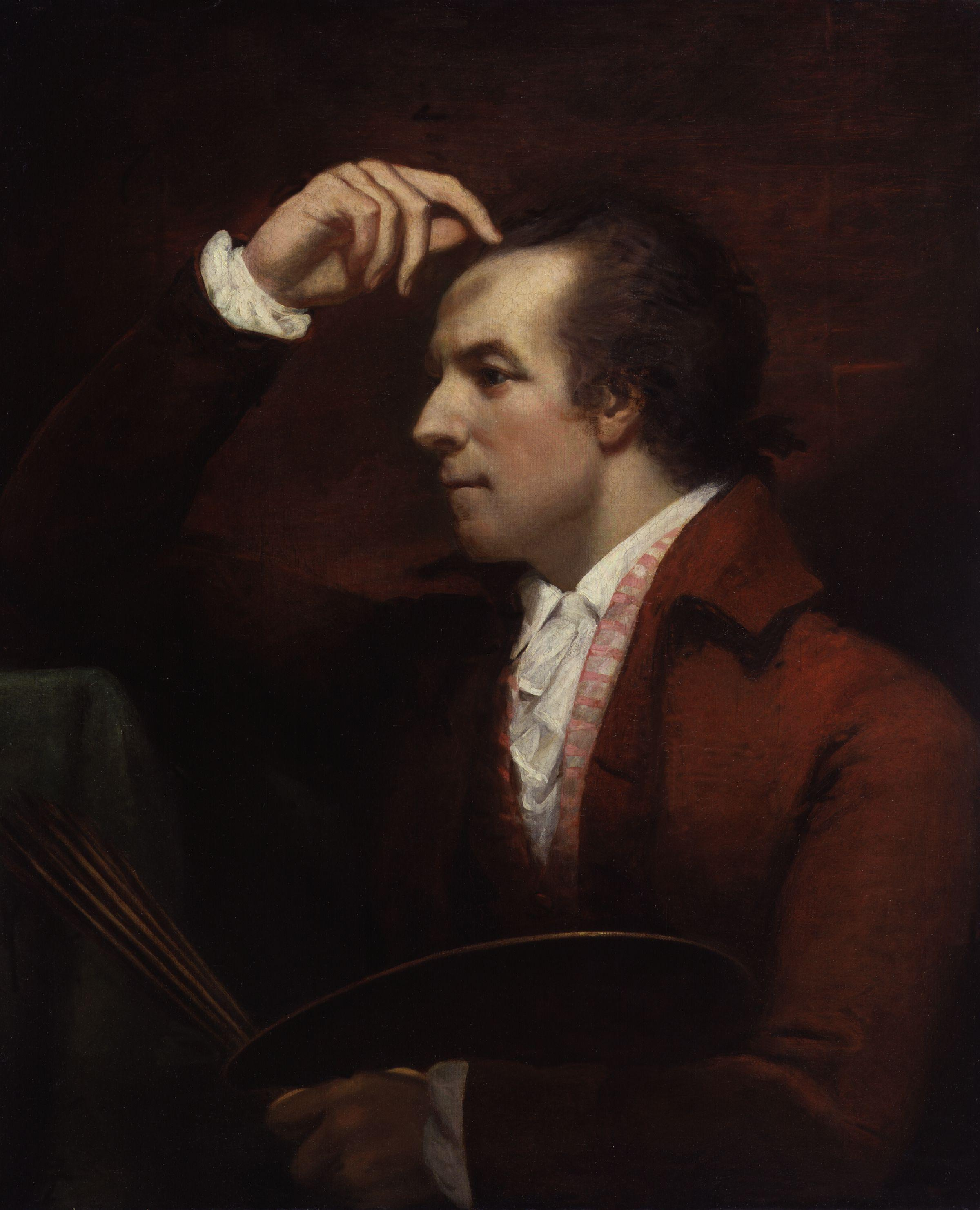
James Northcote, självporträtt.

James Northcote, född 22 oktober 1746, död 13 juli 1831, var en brittisk målare.
Northcote var elev till Joshua Reynolds och företog 1777-1780 studieresor i Italien. Han var en framgångsrik historie- och porträttmålare och även verksam som grafiker. Northcote utgav även monografier över Reynolds och Tizian samt två delar Fabler.